# Битва при Ніневії (627)

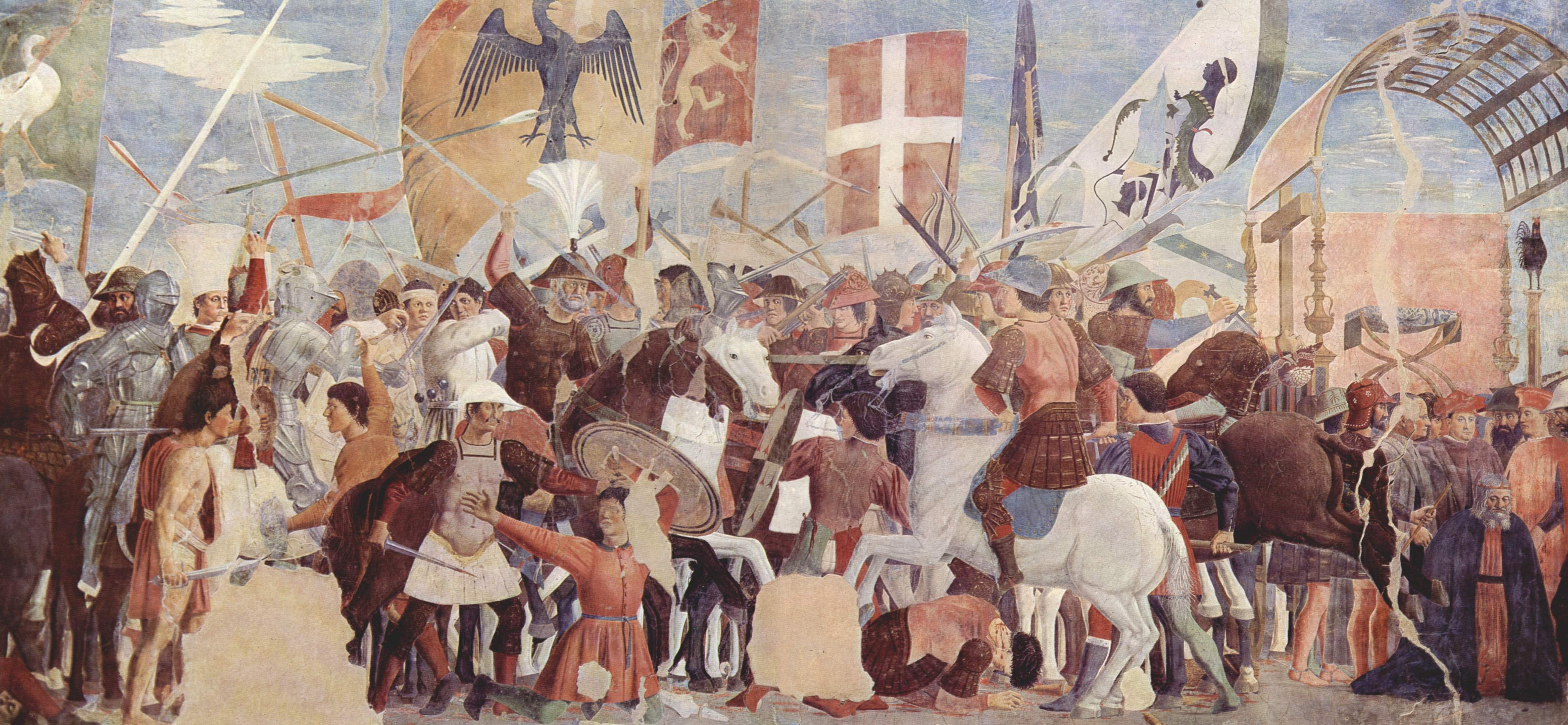
Битва при Ніневії між візантійцями і персами. Фреска П'єро делла Франческа, близько 1452

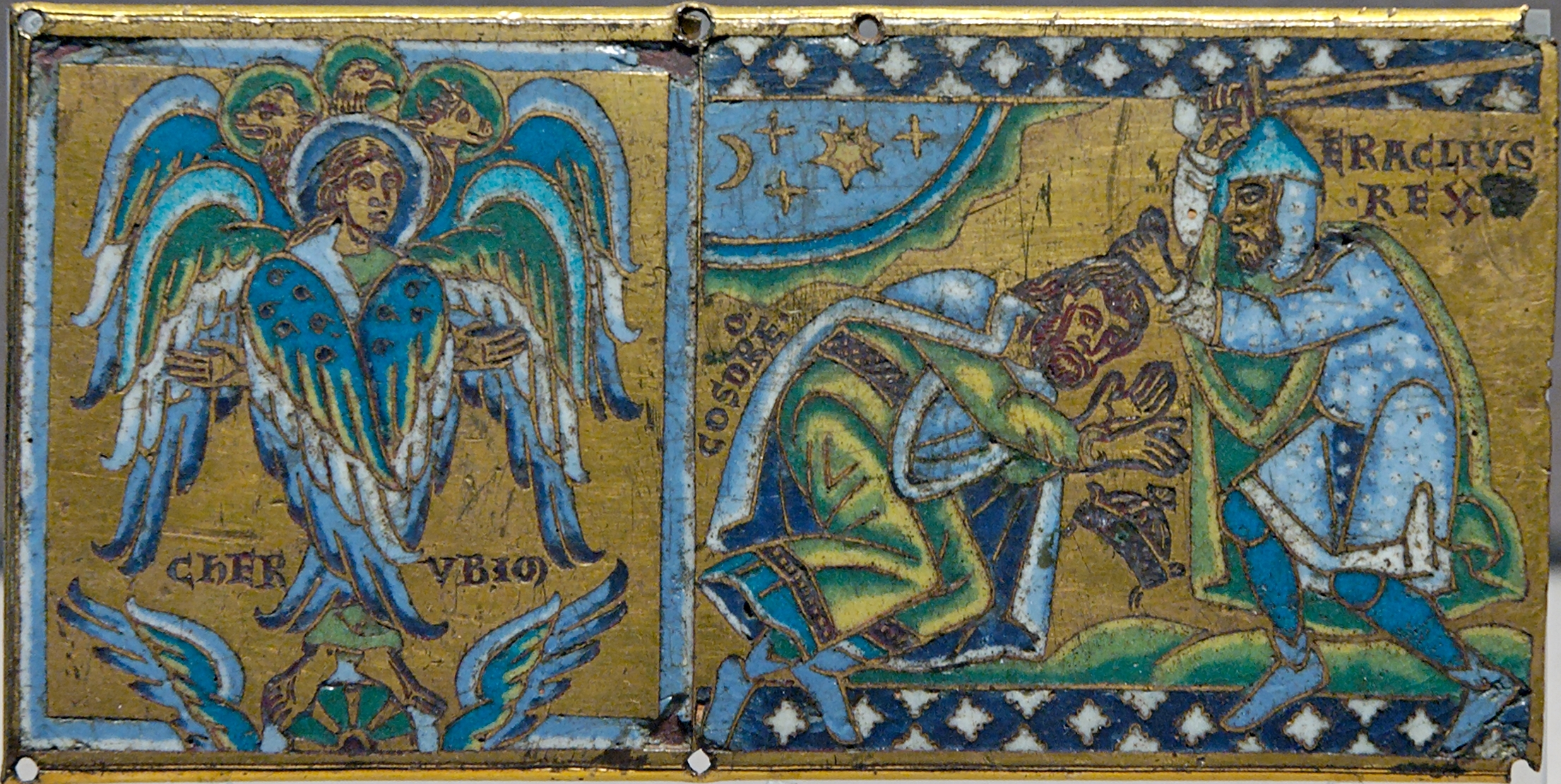
Херувим і Іраклій приймають покірного Хосрова II; дошка з хреста (виїмчаста емаль над позолоченою міддю, 1160—1170 рр., Париж, Лувр)

Битва при Ніневії (12 грудня 627 року) — вирішальний бій візантійсько-перської війни початку VII століття і останній бій римсько-перських воєн, які з перервами тягнулися 400 років. Завершився перемогою візантійців, які зуміли відстояти Малу Азію.

## Хід подій
Завершуючий етап боротьби між Візантією і Сасанідами в Передній Азії тривав понад 20 років. У 627 році василевс Іраклій I доручив вести бойові дії проти Шахіна своєму братові Феодору, а сам рушив на Тбілісі, де він зустрівся з хозарським каганом і уклав з ним союз. Однак об'єднане візантійсько-хазарське військо не змогло взяти добре укріплене місто і рушило вглиб Персії. Рахзад слідував за ними по п'ятах.
Але хазари виявилися ненадійними союзниками і, втомившись від гірських доріг, повернули додому. Іраклій ж наблизився до міста Ніневія в надії зустріти Рахзада для вирішального бою. Бій почався з єдиноборства ватажків армій. При цьому Іраклій був двічі поранений, але навіть в такому стані він поборов Рахзада і зміг відрубати йому голову. Після цього зав'язалася бійка армійських формувань. Іраклій продовжував боротися в самому центрі кривавої сутички. Перемога дісталася візантійської армії. Шлях на Ктесифон був відкритий. Подробиці бою наведені в «Хронографі» Феофана.

### Наслідки
Розтрощивши могутність Сасанідів, візантійці змогли ненадовго повернути втрачені землі у Вірменії та Грузії, які незабаром стали об'єктом арабських нападів, як і сама Персія. По суті, поразка держави Сасанідів і короткочасне васальне підпорядкування її Візантії через ослаблення і Візантії, і Ірану в ході тривалої війни полегшили завоювання перських, а потім і частини візантійських земель арабами і поширення в цих краях ісламу .